# Palazzo Pompei
Palazzo Pompei é um edifício renascentista localizado na Lungadige Porta Vittoria em Verona, cuja construção foi encomendada pela família Lavezzola ao famoso arquiteto renascentista Michele Sanmicheli. Construído no século XVI, poucos anos após a conclusão das obras foi adquirido pela Família Pompeia que, por volta de 1830, o doou à administração municipal, que instalou o Museu Cívico de História Natural.

## História

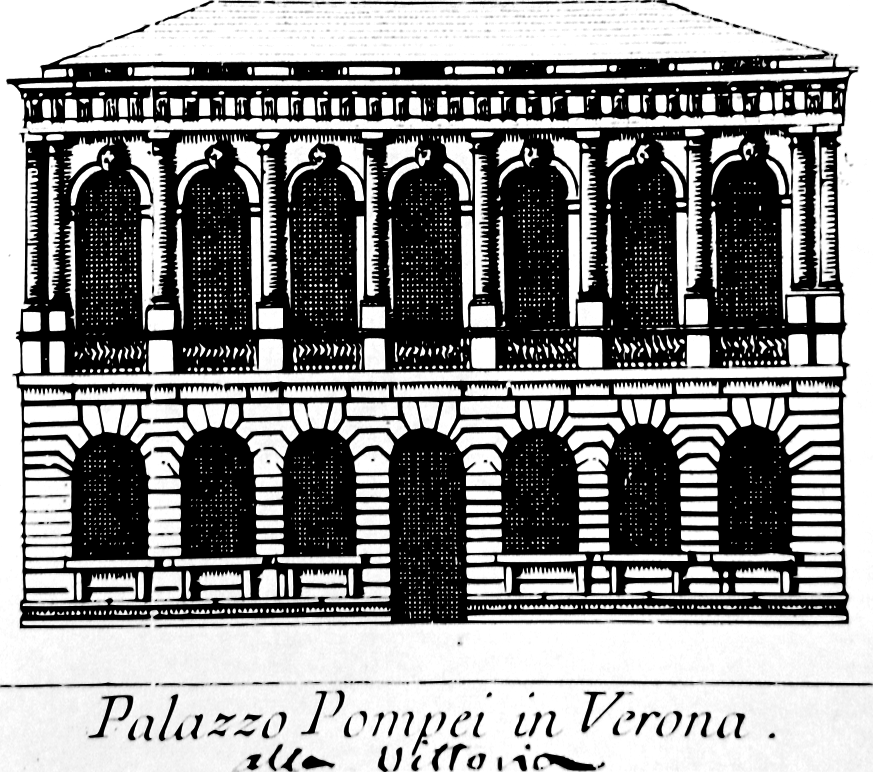
Imagem que representa a fachada do edifício

A construção do nobre palácio foi confiada ao conhecido arquiteto renascentista de Verona Michele Sanmicheli por Nicolò (ou Alberto, fundador da Accademia Filarmonica) Lavezzola, e foi provavelmente concluído entre 1535 e 1540. O edifício foi posteriormente adquirido pela família Pompei, tanto que se veio a tornar a residência de Alessandro Pompei, o membro mais ilustre da família e um dos maiores estudiosos da arquitetura neoclássica na área veronesa, autor dos pórticos do museu lapidário Maffeiano e da alfândega de San Fermo. Pompei foi também o autor de duas grandes tabelas contendo pedras e mármores extraídos na zona de Verona, cuidadosamente classificados, que enriqueceram o palácio, mas perderam-se.
Por volta de 1830 o edifício foi doado pelos proprietários, Alessandro e Giulio Pompei, à Câmara Municipal de Verona devido à extinção da família; nesta ocasião a Administração adquiriu também o edifício vizinho, pertencente aos marqueses Carlotti. O complexo foi então restaurado para poder acolher o Museu cívico de história natural, enquanto a coleção dos anteriores proprietários, que entre as várias obras incluía também uma pintura de Albrecht Dürer, foi movida e exposta no Museu de Castelvecchio.

## Descrição

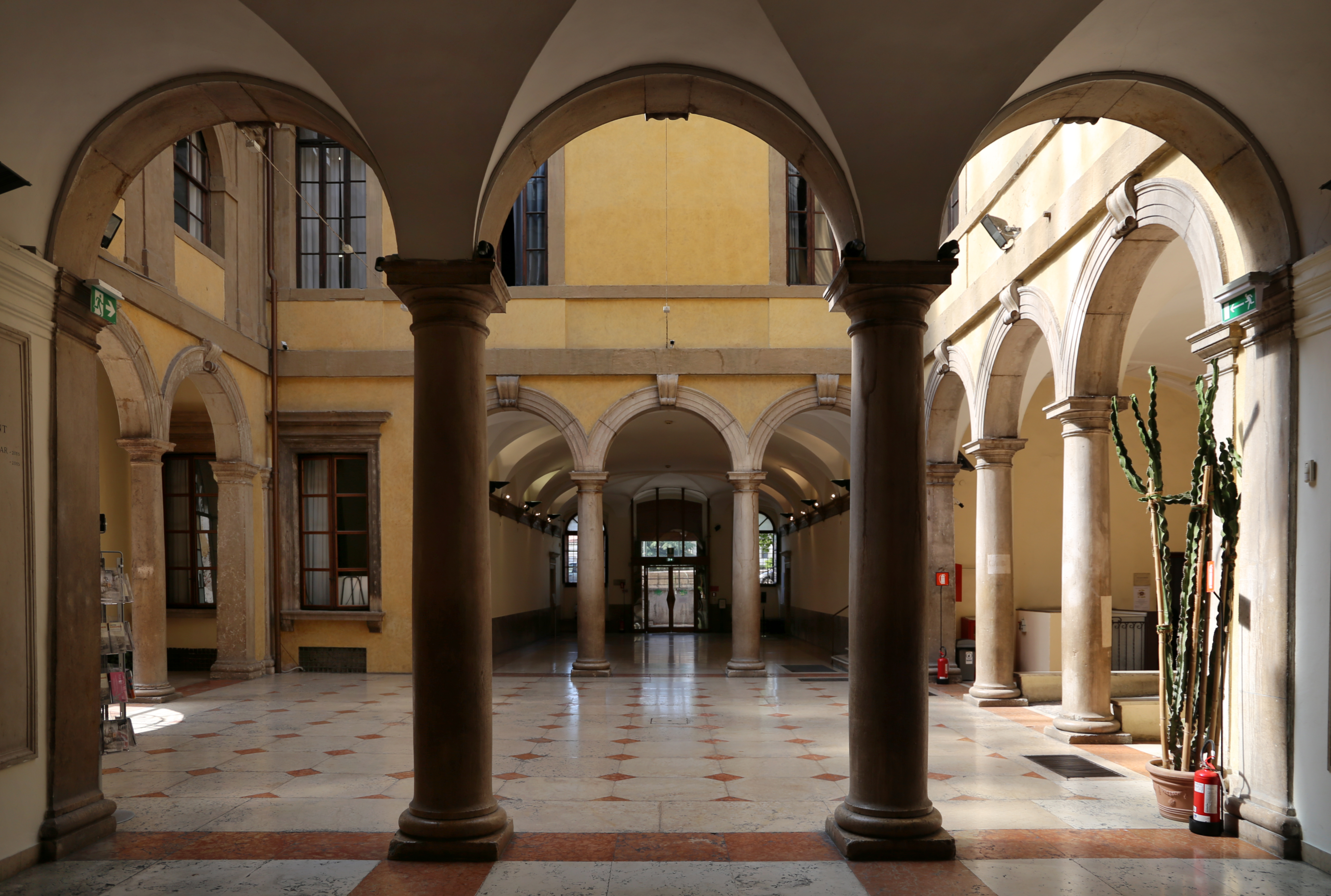
O pátio principal do palácio, com pórticos nos quatro lados

O palácio tem uma fachada simples mas elegante, disposta em dois níveis: o rés-do-chão com silhar rusticado e o piano nobile caracterizado pelos elementos estilísticos da ordem dórica. O segundo nível, encerrado entre os dois pilares de canto, é pontuado por oito colunas caneladas, entre as quais se abrem sete grandes janelas com balaustradas e máscaras na pedra angular. A fachada fecha-se com uma alta cornija que, invulgarmente, apresenta tríglifos sem cimácio...
No interior, o eixo central divide a planta do edifício em duas partes quase simétricas, que se caracterizam pelo pátio quadrado rodeado nos quatro lados por uma colunata, ao qual se chega a partir de uma entrada vestíbulo, à esquerda da qual se encontra uma escadaria monumental que permite o acesso ao piso principal.
Hoje, o edifício alberga no seu interior o percurso de visitação do Museu cívico de história natural com dezasseis salas de exposição, a biblioteca, os laboratórios, os depósitos das preciosas coleções naturalísticas de Verona e os gabinetes de gestão.